# Wang Lequan
Wang Lequan (chinesisch 王樂泉 / 王乐泉, Pinyin Wáng Lèquán; * 1944 in Shouguang, Provinz Shandong) ist ein chinesischer kommunistischer Politiker. Er war von 2002 bis November 2012 Mitglied des Politbüros der Kommunistischen Partei Chinas.
Nach verschiedenen Positionen in seiner Heimatprovinz, zuletzt von 1989 bis 1991 als Vize-Gouverneur, wechselte er, zunächst als Vize-Vorsitzender des örtlichen Volkskongresses, in das Autonome Gebiet Xinjiang. Seit 1995 ist er Parteisekretär der KPCh dort.